# Koldt paradis
Koldt paradis er en dansk kortfilm fra 1996 med instruktion og manuskript af John Tranholm.

## Handling
Det er vinter i en lille provinsflække i Danmark. To ungdomskammerater har et dramatisk og følelsesmæssigt opgør. En tempofyldt og voldsom historie.